# Maurice Emmanuel
Marie François Maurice Emmanuel (ur. 2 maja 1862 w Bar-sur-Aube, zm. 14 grudnia 1938 w Paryżu) – francuski kompozytor i muzykolog.

## Życiorys
Podstawy edukacji muzycznej odebrał w Dijon, następnie był członkiem chóru kościelnego w Beaune. W latach 1880–1887 uczył się w Konserwatorium Paryskim u Théodore’a Dubois (harmonia), Léo Delibesa (kompozycja) i Louisa-Alberta Bourgault-Ducoudraya (historia muzyki). Z powodu krytycznego stanowiska Delibesa wobec jego twórczości nie mógł ubiegać się o Prix de Rome. Później studiował historię muzyki starożytnej u François Auguste’a Gevaerta w Brukseli oraz na Uniwersytecie Paryskim, gdzie w 1895 roku obronił doktorat na podstawie dysertacji L’orchestique grecque (wyd. Paryż 1895). W latach 1898–1905 uczył historii sztuki w Lycée Racine i Lycée Lamartine. Od 1904 do 1907 roku był kapelmistrzem bazyliki św. Klotyldy w Paryżu. W latach 1907–1936 był wykładowcą historii muzyki w Konserwatorium Paryskim.
Był autorem prac Histoire de la langue musicale (2 tomy, Paryż 1911, nowe wydanie 1928), Traité de l’accompagnement modal des psaumes (Lyon 1912), La polyphonie sacrée (razem z René Moissenetem, Dijon 1923), Pelléas et Mélisande de Claude Debussy (Paryż 1926, 2. wydanie 1950), César Franck (Paryż 1930) i Anton Reicha (Paryż 1936). Skomponował m.in. opery Prométhée enchaîné (1916–1918), Salamine (1921–1923 i 1927–1929, wyst. Paryż 1929) i Amphitryon (1936, wyst. Paryż 1937), 2 symfonie (1919, 1931), Suite française na orkiestrę (1934–1935), poemat symfoniczny Le poème du Rhône (1938), 2 kwartety smyczkowe, 6 sonatin fortepianowych. Z jego dorobku kompozytorskiego zachowało się tylko 30 kompozycji, pozostałe utwory kompozytor sam zniszczył.